# Đulistan
Đulistan (персијски: گلستان‎‎‎‎) Golestȃn (Ружичњак) je jedno od poznatijih dela persijske književnosti, a možda čak i najuticajnije prozno delo. Đulistan je napisan 1258. godine i jedno je od dva glavna dela persijskog pesnika Saadija, koji se smatra jednim od najvećih persijskih srednjevekovnih pesnika. To je takođe i jedno od njegovih najpopularnijih dela koje se pokazalo veoma uticajnim i na Zapadu, kao i na Istoku.. Đulistan je zbirka pesama i priča, kao što je i ružičnjak kolekcija ruža. Naširoko je citiran kao izvor mudrosti. Poznati aforizam koji se često ponavlja u zapadnom svetu, o čoveku koji je bio tužan zato što nema cipele sve dok nije upoznao čoveka koj nema noge, potiče iz Đulistana.
Minimalistički zapleti u pričama iz Đulistana su izraženi preciznim jezikom i sa psihološkim uvidom, stvarajući poeziju ideja sa preciznošću matematičkih formula. Ova knjiga se bavi praktično svim glavnim temama sa kojima se ljudski rod susreće, u optimističnom, ali i satiričnom tonu. Ima dosta saveta za vladare, te u tom smislu ovo delo potpada i pod žanr principum specula - političkim pismima kojima se kraljevi i vladari savetuju kako da organizuju svoje države. Priče iz Đulistana imaju zabavan karaktera i praktičnu i moralnu dimenziju, a često se bave i ponašanjem derviša i smatra se da sadrže sufijska, odnosno gnostička učenja. U persijskom jeziku postoji popularna izreka, “Svaka Saadijeva reč ima sedamdeset i dva značenja”.

## Povod za pisanje dela
U svom uvodu Saadi opisuje kako ga je prijatelj nagovorio da izađe u vrt 21. aprila 1258. godine. Tamo je taj prijatelj ubrao cveće da ponese nazad u grad. Saadi je primetio da cveće brzo uvene, i predložio mu da napravi ružičnjak koji će trajati mnogo duže.
A što će ti poslužavnik s ružama?
Odaberi jedan list iz moga Đulistana.
Ruža živi pet-šest dana
A ovaj Gulistan biće vječno svjež.
Saadi dalje nastavlja: “Tog istog dana bila je napisana jedna glava: "O pravilima ponašanja i vođenju razgovora", i to u takvom obliku da je mogla poslužiti govornicima, a i piscima - da ih nauči lepom pisanju.” Na kraju knjige, Sadi piše da iako su njegove reči šaljive i zabavne: “Neka ne ostane skriveno od pogleda ljudi čistoga srca, kojima je i upućen ovaj govor, da je na nit prekrasnoga teksta kao nanizan biser lekovitih saveta, a gorki lek saveta pomešan je i pripremljen s medom fine šale.

## Struktura
Posle uvoda, Đulistan je podeljen na osam poglavlja, a svako od njih sadrži određen broj priča i poezije:
1. O životu careva
2. O naravi derviša
3. O vrednosti zadovoljstva onim što se ima
4. O koristima ćutanja
5. O ljubavi i mladosti
6. O nemoći i starosti
7. O uticaju vaspitanja
8. O pravilima druženja

Neke priče su vrlo kratke. U njih su umetnuti kratki stihovi koji nekad predstavljaju reči glavnog junaka, nekad kao autorovo viđenje, a nekada, kao u primeru koji sledi, nisu pripisane nikom određenom.

## Poglavlje 1, priča 34
Jedan od sinova Harun el Rašida dođe pred svog oca srdit i potuži se: ,,Sin toga i toga oficira psovao me.” Halifa pred državnim vijećem upita: „Kakvu kaznu zaslužuje takav čovjek?” Jedan predloži smrtnu kaznu, drugi da mu se jezik odsiječe, a treći da mu se imovina zaplijeni a on protjera. Na to će Harun: „Sine, plemenitost je u tome da oprostiš, a ako to ne možeš, uzvrati mu istom uvredom, ali ne tako da prekoračiš granicu, pošto bi tada na tvojoj strani bio zulum, a pravo na tužbu na strani tvoga protivnika.”
U očima mudra čovjeka nije junak onaj
Ko zameće boj s razjarenim slonom.
Istinski junak je onaj
Koji, kad se rasrdi, ne govori ružne riječi.
Neki neotesanac, grubijan, ispsova jednog čovjeka
Ovaj to hrabro podnese i reče:
„Ej, dobri čovječe, Ja sam gori nego što ti želiš da kažeš
Jer ti ne znaš moje mane kao što ih znam ja.
Kako o Saadiju postoji malo biografskih podataka, osim što se zna iz njegovih dela, komentatori su koristili njegove kratke, očigledno autobiografske priče poput ove koja sledi, kako bi konstruisali njegov životni put.

## Poglavlje 2, priča 7
Sjećam se kako sam u djetinjstvu bio veoma pobožan. Noći sam provodio u molitvi, predavao se postu i uzdržljivosti od uživanja. Jedne noći sjedio sam s ocem - neka mu se Bog smiluje - držeći u rukama časni Kur'an sve do zore, dok su oko nas ljudi spavali. Rekoh ocu: „Niko od ovih ne diže glavu da bi bar dva rekata nafile klanjao, zaspali su tako bezbrižno, rekao bih da su pomrli.” Otac će na to: „Dušo očeva, bilo bi bolje da si i ti zaspao nego što druge ogovaraš.”
Uobraženi vidi samo sebe
Jer ima pred sobom zastor nadmenosti.
Kad bi ti bilo dato oko koje sve vidi
Vidio bi da niko nije slabiji ni jadniji od tebe.''
Većina priča iz Đulistana su duže, neke i po nekoliko stranica. U jednoj od najdužih, u trećem poglavlju, Saadi se bavi aspektima kretanja na put za koji je neko nespreman.

## Poglavlje 3, priča 28
Jedan sportista, kome sudbina nije bila naklonjena, rekao je svom ocu da veruje da bi trebalo da se otisne na put i naveo sledeće reči:
Dok si vezan za svoj dućan i kuću
Nikada, sirovi čovječe, nećeš postati čovjekom.
Kreni u svijet, proputuj i razgledaj
Prije nego dođe dan da odeš sa svijeta.
Otac ga je upozorio da njegova fizička snaga sama po sebi neće biti dovoljna da mu osigura uspešno putovanje, opisavši pet vrsta ljudi koje mogu profitirati od putovanja: bogati trgovac; rečiti učenjak; lepotan; simpatični pevač i zanatlija. Sin je ipak odlučio da krene na put. Tako je bez dinara u džepu došao do jedne široke reke gde je pokušao da se uz pomoć fizičke sile ukrca na lađu kako bi prešao na drugu stranu reke. Uspeo je da se ukrca, ali je završio nasukan na stubu na sredini reke. Ovo je bila samo prva od nedaća koje su ga zadesile. Tek ga je dobrodušnost jednog bogataša izbavila i omogućila mu da se bezbedno vrati kući, mada ne ponižen svojim mukama. Priča se završava očevim upozorenjem sinu da ako se odluči da ponovo okuša svoju sreću možda se sledećeg puta neće tako lako izbaviti:
Lovac ne ulovi svaki puta šakala
Dešava se da tigar njega nekada rastrgne.

## Poglavlje 5, priča 5
U peto poglavlje Đulistana, O ljubavi i mladost, Saadi uvrštava određena moralna i sociološka načela o stvarnom životu ljudi njegovog vremena (1203-1291). Jedna priča o učeniku baca svetlo na seksualno zloostavljanje i pedofiliju, problem koji mučio sve kulture. Ova Saadijeva priča, kao i veliki deo njegovog dela, ima značenje koje se prenosi na mnogo nivoa i na širok broj tema. U ovoj priči Saadi govori o važnosti toga da učitelji obrazuju „dete u celosti“ – saznajno, moralno, emocionalno, društveno i etički. Iako stariji ljudi i učitelji u iranskoj kulturi i istoriji uživaju poštovanje i ugled, Saadi u ovoj priči pokazuje da mlad dečak poseduje veliku mudrost u razumevanju svojih obrazovnih potreba.
Neki učenik imadaše izvanrednu ljepotu i prekrasan glas. Učitelj, pod snagom osjećanja koja mogu da se nađu kod čovjeka, ne osta ravnodušan prema njegovoj ljepoti. Ukore koje je upućivao drugoj djeci, njemu nije, a kad bi ga samoga susreo, govorio bi mu:
Toliko sam obuzet tobom, o ti, anđeoliki
Da mi misao o sebi i ne dolazi u glavu!
Ne mogu oči zatvoriti da te ne gledaju
Makar vidio da mi strijela u oči leti.
Jednom prilikom dječak reče: „Pokloni pažnju mome odgoju koliko poklanjaš mome učenju. Ako primijetiš u mome postupku kakvu nepristojnost, koja bi se meni činila lijepom, ukaži mi na to, da se trudim da to otklonim i izmijenim!“ Učitelj će na to: „Sinko, to od drugog traži, jer očima kojima ja gledam tebe ne vidim ništa osim ono što je lijepo.
U očima zlonamjernika - trag mu se zameo
Vrline izgledaju kao mane.
A ako imaš jednu vrlinu, a sedamdeset mana
Prijatelj vidi samo vrlinu.

## Uticaji
Saadijev Đulistan se smatra jednim od najčitanijih dela ikada napisanih. Od vremena kada je napisan do danas izaziva divljenje zbog svoje „neponovljive jednostavnosti“ i smatra se suštinom jednostavne i elegantne persijske proze. Persijski je dugo vremena bio jezik književnosti od Bengala do Carigrada, a Đulistan je bio poznat i izučavan u velikom delu Azije. U zemljama gde se danas govori persijski, izreke i aforizmi iz Đulistana se pojavljuju u svim vrstama književnosti i nastavljaju da budu aktuelni u konverzaciji poput Šekspira u engleskom. Kao što je čuveni iranista ser Džon Malkom napisao 1828. godine u svojim Skicama Persije, Saadijeve priče i maksime su bile „poznate svima, od kralja do seljaka.“

## U Evropi
Đulistan je imao značajnu ulogu u uticaju persijske književnosti na zapadnu kulturu. Lafonten je zansovao jednu svoju basnu (Le songe d'un habitant du Mogol) na priči iz Đulistana (poglavlje 2, priča 16):
Neki pobožan i čestit čovjek usnije cara u raju, a pobožnjaka u paklu. Upita: „Kakav je razlog da je onaj počašćen i nagrađen, a ovaj kažnjen i ponižen, a ljudi su o njima drugačije sudili?” U tom času začuje se glas:
Car je u raju zato što je bio odan dervišima, a pobožnjak je u paklu stoga jer je laskao carevima.
Čemu ti služi derviški ogrtač, tespih i grubi koporan?
Bolje ti je da se čuvaš nedostojnih postupaka.
Nemaš potrebe da nosiš kapu od kozje kože
Bolje ti je po naravi biti derviš, a nositi kapu tatarsku.

Volter je bio upoznat sa Saadijevim delima i u njegovo ime je napisao predgovor svom romanu Zadig. On pominje francuski prevod Đulistana, a i sam je preveo neke stihove, bilo sa originala ili sa latinskog i holandskog prevoda.
Ser Vilijam Džouns je savetovao studente persijskog jezika da izaberu za prve vežbe jezika jedno lako poglavlje Đulistana i da ga prevedu. Tako su delovi ove knjige postali bukvar za zvaničnike britanske Indije.
U Sjedinjenim Američkim Državam, Ralf Voldo Emerson je posvetio jednu svoju pesmu Saadiju, a napisao je i predgovor Gladvinovom prevodu Đulistana u kome navodi: “Saadi preispituje varijetet situacija i slučajeva… on na svom uskom platnu nalazi mesta za izuzetno mnogo, igru motiva, vladavinu sudbine, lekcije iz morala, i portrete velikana. On je stvorio originale mnogih priča i izreka koje mi sada koristimo i koje pripisujemo skorašnjim piscima.”

## Prevodi
Zapad se prvo upoznao sa Saadijem kroz delimičan francuski prevod Andrea du Riera (1634). Na tom prevodu je Fridrih Ohsenbah bazirao svoj nemački prevod iz 1636. godine. Georgius Gentius je 1651. izradio latinski prevod praćen persijskim tekstom. Adam Olearius je 1654. uradio prvi direktan nemački prevod.
Đulistan je preveden na mnoge jezike. Na engleski jezik je preveden mnogo puta, prvi put je to učinio Stiven Salivan 1774. godine. Nakon toga usledili su brojni drugi engleski prevodi nastali širom engleskog govornog područja.
Postoji nekoliko prevoda na bivšem sh jeziku, ali je najpozanatiji i najautoritativniji prevod Sadijevog Đulistana objavljen 1989. godine u izdanju sarajevskog El-Kalema. Prevod sa persijskog, beleške i objašnjejna uz ovo delo priredio je bosanski orijentalista Salih A. Trako koji je svoj radni vek proveo u Orijentalnom institutu u Sarajevu, a honorarno je predavao i persijsku književnost na Filozofskom fakultetu u Sarajevu.

## Citat u Ujedinjenim nacijama
Ovi dobro poznati stihovi iz desete priče prvog poglavlja Đulistana izvezeni su na tepihu koji krasi zid zgrade Ujedinjenih nacija u Njujorku.
بنی آدم اعضای یک پیکرند
که در آفرينش ز یک گوهرند
چو عضوى به درد آورد روزگار
دگر عضوها را نماند قرار
تو کز محنت دیگران بی غمی
نشاید که نامت نهند آدمی
Ljudi su dijelovi jednoga tijela
Jer čovjek je stvoren od iste materije.
Kad jedan dio oboli
Ni drugi ne ostaju u miru.
Ti, koji se ne brineš za nevolje drugih
Nisi dostojan da te zovu čovjekom.

## Dodatna literatura
- Omar Ali-Shah. The Rose Garden (Gulistan) of Saadi. Tractus Books. ISBN 978-2-909347-06-6..
- Shaykh Mushrifuddin. The Gulistan of Sa'di. tr.W.M.Thackston, Ibex, Bethsada, MD. 2008

## Spoljašnje veze
- Gulistan excerpts Архивирано на веб-сајту  (22. јун 2011)
- Gulistan excerpts Архивирано на веб-сајту  (4. јун 2011)
- online books library,Sa'di page